# Rhiscosomides meineri
Rhiscosomides meineri är en mångfotingart som beskrevs av Filippo Silvestri 1909. Rhiscosomides meineri ingår i släktet Rhiscosomides och familjen Rhiscosomididae. Inga underarter finns listade i Catalogue of Life.